# Madisonské mosty

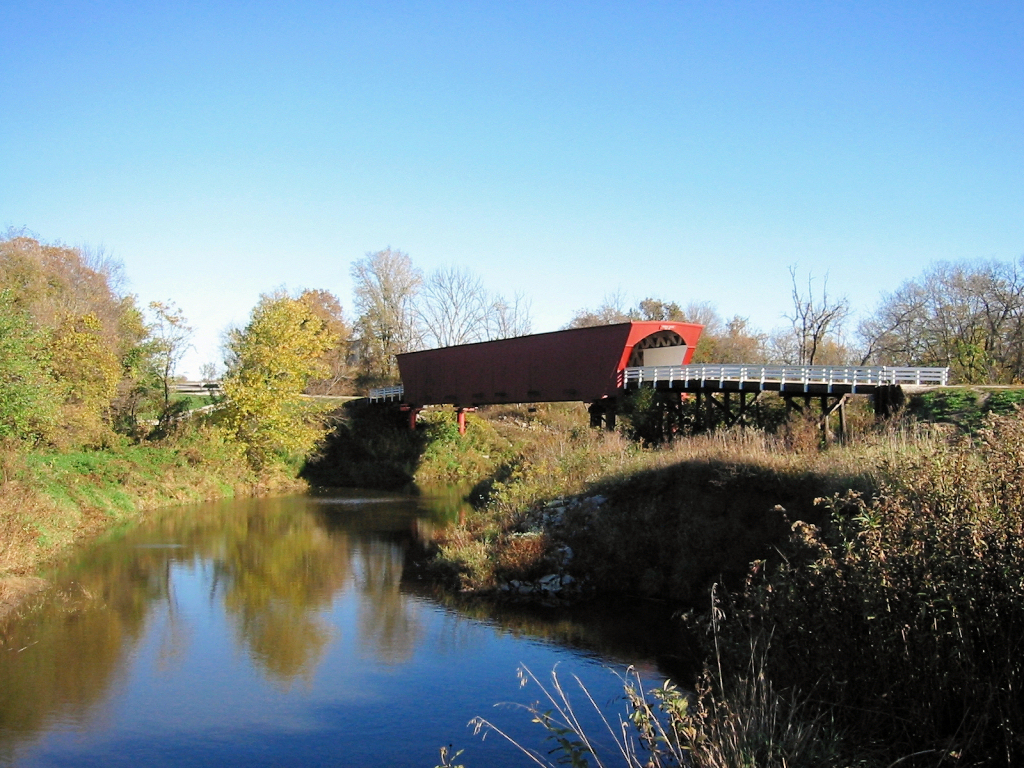
Roseman Bridge ve Winstretu ve státě Iowa – hlavní neživý objekt snímku

Madisonské mosty (anglicky The Bridges of Madison County) je americké romantické filmové drama z roku 1995 režiséra Clinta Eastwooda. Hlavní role ztvárnili Clint Eastwood a Meryl Streepová, ve významných vedlejších rolích se objevili Annie Corley, Victor Slezak a Kyle Eastwood. Jde o komorně laděný milostný příběh sice velmi krátkého, za to velice intenzivního citového vzplanutí dvou lidí ve středním věku. Film byl natočen podle stejnojmenné knihy Wallera Roberta Jamese. Film byl nominován na dva Zlaté glóby, na 68. ročníku ceny Americké akademie filmových umění a věd byla Meryl Streepová nominována na Oscara v kategorii herečka v hlavní roli.

## Děj
Děj snímku je vyprávěn převážně retrospektivně podle zápisků a deníků právě zesnulé farmářky Frencescy Johnsonové, které si pročítají její dvě dospělé děti. Ty se teprve po její smrti dozvídají, že matka si přeje netradiční pohřeb žehem a svůj popel chce nechat rozptýlit u Roseman Bridge ve Wintersetu ve státě Iowa, v místě, kde se před mnoha a mnoha lety setkala s fotografem Robertem Kincaidem, pozdějším milencem, o kterém neměl nikdo z rodiny doposud ani tušení.
Stalo se to v době, kdy Francescin manžel odcestoval na šest dní s oběma dospívajícími dětmi a Francesca zůstala doma sama. V týž den, kdy rodina odcestovala, se na farmě objevil neznámý muž středního věku. Byl to fotograf, který přijel do Iowy, aby vyfotografoval dva zdejší staré dřevěné mosty, které jsou významnou stavební památkou. Francesca mu ukáže cestu a začne se s ním bavit. Oba jsou si sympatičtí, znovu se sejdou u mostu a Francesca pozve Roberta domů na farmu. Vzájemné sympatie přerostou v lásku. Spolu však mohou strávit pouhé čtyři dny. Francesca musí vyřešit dilema, zda může opustit děti, manžela i farmu a odejít s milovaným mužem. Film končí nešťastným rozloučením milenců, Francesca se sebezapřením zůstává s rodinou.

## Hrají

### Hlavní role
- Clint Eastwood – Robert Kincaid, fotograf
- Meryl Streepová – Francesca Johnsonová, farmářka

### Další role
- Annie Corley – Carolyn
- Victor Slezak – Michael
- Jim Haynie – Richard
- Sarah Kathryn Smith – mladá Carolyn
- Christopher Kroon – mladý Michael
- Phyllis Lyons – Betty
- Debra Monk – Madge
- Richard Lage – právník
- Michelle Benes – Lucy Redfieldová
- Kyle Eastwood
- Alison Wiegert – dítě
- Brandon Bobst – dítě
- Pearl Faessler – žena
- R. E. Faessler – manžel